# Jorge Gustavo del Palatinado-Veldenz

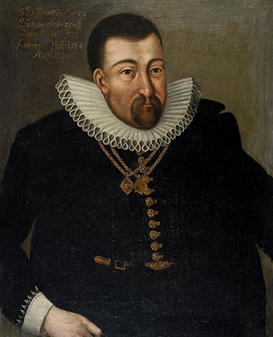
orge Gustavo del Palatinado-Veldenz

Jorge Gustavo del Palatinado-Veldenz (6 de febrero de 1564 - 3 de junio de 1634) fue conde palatino de Veldenz de 1592 a 1634.

## Vida
Jorge Gustavo era el hijo primogénito del conde Jorge Juan I del Palatinado-Veldenz y de Ana María de Suecia. Su padre falleció en 1592, y Jorge Gustavo y sus hermanos lo sucedieron bajo la regencia de su madre.
En 1598 los hermanos se repartieron los territorios: Jorge Gustavo tomó de su padre un estado en bancarrota, conservó los condados de Veldenz y Lautereck, mientras que sus hermanos más jóvenes recibieron los otros territorios. Jorge Gustavo era como su padre luterano, pero solo Jorge Gustavo firmó la fórmula de la concordia.
A principios del siglo XVII, Jorge Gustavo transformó el priorato benedictino de Lixheim en una ciudad de exiliados, que se convirtió en un asentamiento para refugiados religiosos reformados.En 1600, Jorge Gustavo llegó a un acuerdo con el ducado del Palatinado-Zweibrücken, por el cual su parte de Alsenz fue cedida a los habitantes de Zweibrücken.
Jorge Gustavo, al igual que su madre, su segunda esposa y la hija del mismo nombre María Isabel, fue enterrado en la  iglesia rectoral de San Remigio en Remigiusberg.

## Matrimonios e hijos
Jorge Gustavo se casó el 30 de octubre de 1586 con Isabel de Wurtemberg (3 de marzo de 1548 - 28 de febrero de 1592), hija del Duque Cristóbal, Duque de Wurtemberg. El matrimonio no tuvo hijos.
Jorge Gustavo esposó en segundas nupcias el 17 de mayo de 1601 a María Isabel del Palatinado-Zweibrücken (7 de noviembre de 1581 - 18 de agosto de 1637), hija del Duque Juan I, y tuvieron los siguientes hijos:
- Ana Magdalena (19 de marzo de 1602 - 20 de agosto de 1630), casada con Enrique Podiebrad (1592-1639), Duque de Oels Ziebice.
- Juan Federico (12 de enero de 1604 - 30 de noviembre de 1632).
- Jorge Gustavo (17 de agosto de 1605 - 17 de septiembre de 1605).
- Isabel (18 de marzo de 1607 - 4 de octubre de 1608).
- Carlos Luis (5 de febrero de 1609 - 19 de julio de 1631).
- Wolfgang Guillermo (22 de agosto de 1610 - 27 de enero de 1611).
- Sofía Sibylla (14 de marzo de 1612 - 12 de julio de 1616).
- María Isabel (24 de junio de 1616 - 12 de septiembre de 1649).
- María Amalia del Palatinado-Veldenz (11 de septiembre de 1621 - 10 de diciembre de 1622).
- Sofía Magdalena (29 de noviembre de 1622 - 14 de agosto de 1691).
- Luis Leopoldo (1 de febrero de 1625 - 29 de septiembre de 1694), Conde Palatino y Príncipe Palatino-Veldenz, casado con Ágata Cristina de Hanau-Lichtenberg.

| Predecesor:  | Jorge-Gustavo                                                                      | Sucesor:      |
| ------------ | ---------------------------------------------------------------------------------- | ------------- |
| Jorge Juan I | Duque de Veldenz 1592-1634 con Juan Augusto, Luis Felipe & Jorge Juan II 1592-1598 | Luís Leopoldo |